# Ganodermataceae
Famille

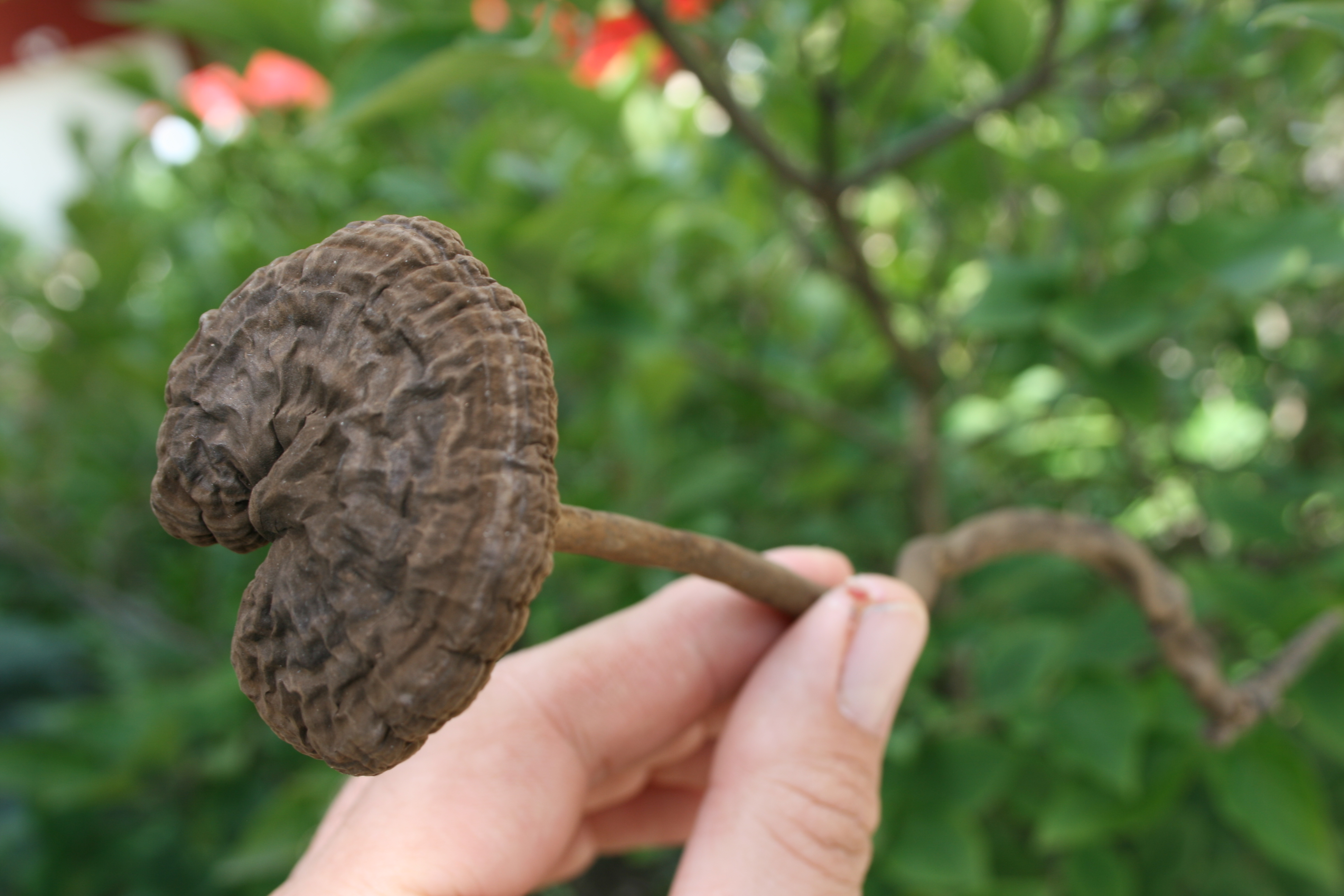
Amauroderma rugosum, parc national de Khao Yai, Thaïlande

Les Ganodermataceae sont une famille de champignons basidiomycètes de l'ordre des Polyporales.

## Genres
- Amauroderma
- Ganoderma
- Haddowia
- Humphreya
- Trachyderma